# Geneva Open 2022
Geneva Open 2022, oficiálně Gonet Geneva Open 2022, byl tenisový turnaj pořádaný jako součást mužského okruhu ATP Tour, který se odehrával v Tennis Clubu de Genève na otevřených antukových dvorcích. Probíhal mezi 15. až 19. květnem 2022 ve švýcarské Ženevě jako devatenáctý ročník turnaje. 
Turnaj dotovaný 597 500 eury patřil do kategorie ATP Tour 250. Nejvýše nasazeným hráčem ve dvouhře se stal druhý tenista světa Daniil Medveděv z Ruska, jenž po volném losu prohrál ve druhém kole s Richardem Gasquetem. Jako poslední přímý účastník do hlavní singlové soutěže nastoupil 88. hráč žebříčku, Australan Thanasi Kokkinakis. V důsledku invaze Ruska na Ukrajinu na konci února 2022 řídící organizace tenisu ATP, WTA a ITF s grandslamy rozhodly, že ruští a běloruští tenisté mohli dále na okruzích startovat, ale do odvolání nikoli pod vlajkami Ruska a Běloruska.
Osmý singlový titul na okruhu ATP Tour vybojoval osmý hráč klasifikace Casper Ruud. Nor tak poprvé v kariéře obhájil turnajovou trofej. Čtyřhru ovládli Chorvati Nikola Mektić a Mate Pavić, kteří získali jedenáctou společnou trofej. Čtyřhru ovládli Chorvati Nikola Mektić a Mate Pavić, kteří získali jedenáctý společný titul.

## Rozdělení bodů a finančních odměn

### Rozdělení bodů
| Soutěž  | Soutěž | vítězové | finalisté | semifinalisté | čtvrtfinalisté | 16 v kole | 28 v kole | Q  | Q2 | Q1 |
| ------- | ------ | -------- | --------- | ------------- | -------------- | --------- | --------- | -- | -- | -- |
| dvouhra | [ 1 ]  | 250      | 150       | 90            | 45             | 20        | 0         | 12 | 6  | 0  |
| čtyřhra | [ 5 ]  | 250      | 150       | 90            | 45             | 0         | —         | —  | —  | —  |

### Finanční odměny
| Soutěž                                | Soutěž      | vítězové | finalisté | semifinalisté | čtvrtfinalisté | 16 v kole | 28 v kole | Q2      | Q1      |
| ------------------------------------- | ----------- | -------- | --------- | ------------- | -------------- | --------- | --------- | ------- | ------- |
| dvouhra                               | [ 1 ] [ 6 ] | 81 310 € | 47 430 €  | 27 885 €      | 16 160 €       | 9 380 €   | 5 730 €   | 2 870 € | 1 565 € |
| čtyřhra                               | [ 5 ]       | 28 250 € | 15 110 €  | 8 860 €       | 4 950 €        | 2 920 €   | —         | —       | —       |
| částka ve čtyřhrách je uvedena na pár |             |          |           |               |                |           |           |         |         |

## Mužská dvouhra

### Nasazení
| Stát                          | Hráč                | ATP | Nasazení |
| ----------------------------- | ------------------- | --- | -------- |
|                               | Daniil Medveděv     | 2.  | 1.       |
| Norsko                        | Casper Ruud         | 10. | 2.       |
| Kanada                        | Denis Shapovalov    | 16. | 3.       |
| USA                           | Reilly Opelka       | 17. | 4.       |
| Gruzie                        | Nikoloz Basilašvili | 25. | 5.       |
| USA                           | Tommy Paul          | 34. | 6.       |
| Argentina                     | Federico Delbonis   | 39. | 7.       |
| Kazachstán                    | Alexandr Bublik     | 41. | 8.       |
| Žebříček ATP k 9. květnu 2022 |                     |     |          |

### Jiné formy účasti
Následující hráči obdrželi divokou kartu do hlavní soutěže:
- Ričardas Berankis
- Daniil Medveděv
- Leandro Riedi

Následující hráči postoupili z kvalifikace:
- Facundo Bagnis
- Marco Cecchinato
- Johan Nikles
- Christopher O'Connell

### Odhlášení
před zahájením turnaje
- Roberto Bautista Agut → nahradil jej  Emil Ruusuvuori
- Laslo Djere → nahradil jej  Thanasi Kokkinakis
- Márton Fucsovics → nahradil jej  Richard Gasquet
- Mackenzie McDonald → nahradil jej  Kamil Majchrzak
- Jan-Lennard Struff → nahradil jej  Pablo Andújar

## Mužská čtyřhra

### Nasazení
| Stát                                                                                   | Hráč              | Stát       | Hráč              | ATP | Nasazení |
| -------------------------------------------------------------------------------------- | ----------------- | ---------- | ----------------- | --- | -------- |
| Chorvatsko                                                                             | Nikola Mektić     | Chorvatsko | Mate Pavić        | 10. | 1.       |
| Spojené království                                                                     | Jamie Murray      | Brazílie   | Bruno Soares      | 38. | 2.       |
| Salvador                                                                               | Marcelo Arévalo   | Nizozemsko | Jean-Julien Rojer | 49. | 3.       |
| Mexiko                                                                                 | Santiago González | Argentina  | Andrés Molteni    | 62. | 4.       |
| Žebříček ATP k 9. květnu 2022; číslo je součtem žebříčkového postavení obou členů páru |                   |            |                   |     |          |

### Jiné formy účasti
Následující páry obdržely divokou kartu do hlavní soutěže:
- Jakub Paul /  Leandro Riedi
- Ivan Sabanov /  Matej Sabanov

Následující páry nastoupily z pozice náhradníků:
- Pablo Andújar /  Matwé Middelkoop
- Sadio Doumbia /  Fabien Reboul

### Odhlášení
před zahájením turnaje
- Sander Arends /  Tallon Griekspoor → nahradili je  Sander Arends /  Szymon Walków
- Rohan Bopanna /  Matwé Middelkoop → nahradili je  Pablo Andújar /  Matwé Middelkoop
- Alexandr Bublik /  Márton Fucsovics → nahradili je  Alexandr Bublik /  Thanasi Kokkinakis
- Lloyd Glasspool /  Harri Heliövaara → nahradili je  Sadio Doumbia /  Fabien Reboul
- Andrej Golubjev /  Fabrice Martin → nahradili je  Romain Arneodo /  Fabrice Martin
- Julio Peralta /  Franko Škugor → nahradili je  Francisco Cabral /  João Sousa
- Tim Pütz /  Michael Venus → nahradili je  Luke Saville /  John-Patrick Smith

## Přehled finále

### Mužská dvouhra
- Casper Ruud vs.  João Sousa, 7–6(7–3), 4–6, 7–6(7–1)

### Mužská čtyřhra
- Nikola Mektić /  Mate Pavić vs.  Pablo Andújar /  Matwé Middelkoop, 2–6, 6–2, [10–3]